# Wilde Smurf

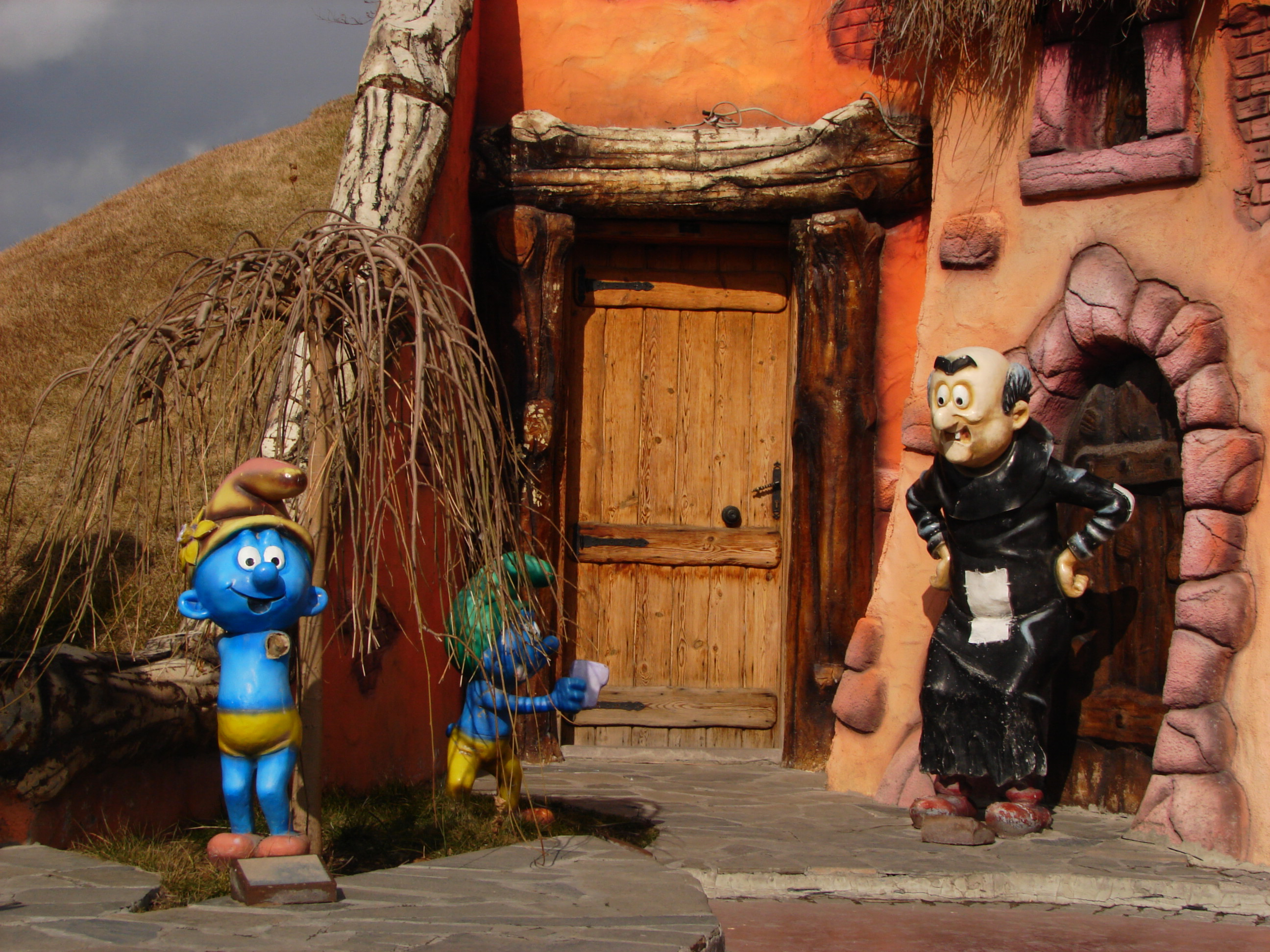
Wilde Smurf en andere personages

Wilde Smurf is een van de vaste personages uit het universum van de Smurfen, bedacht door de Belgische striptekenaar Peyo. Hij komt zowel voor in de oorspronkelijke stripserie van Peyo als in de hierop gebaseerde tekenfilms.
Hij is, zoals zijn naam al zegt, een Smurf die erg verwilderd is. Hij is herkenbaar doordat zijn muts gemaakt is van bladeren. Hij draagt ook geen witte broek, maar heeft enkel een bruin doekje.

## Tekenfilmversie
Wilde Smurf kan in de tekenfilms nog niet alle woorden zeggen. Zijn Nederlandse stem wordt hier ingesproken door Dieter Jansen.
Chitter of Sjimmie is in de tekenfilms vanaf seizoen 7 het kameraadje van Wilde Smurf. Hij is een grijze eekhoorn met witte ogen. Hij woont net als Wilde Smurf ook in het bos.

## Naam in andere talen
- Engels: Wild Smurf
- Frans: Schtroumpf Sauvage
- Duits: Tarzan/Wilde Schlumpf
- Spaans: Pitufo Salvaje
- Hongaars: Vadócka
- Italiaans: Puffo Selvaggio
- Pools: Dzikus
- Turks: Vahşi Şirin